# Campionati europei di ciclismo su strada 2005 - Gara in linea maschile Junior
La gara in linea maschile Junior dei Campionati europei di ciclismo su strada 2005, prima edizione della prova, si disputò il 9 luglio 2005 su un percorso totale di 122,4 km, con partenza ed arrivo da Mosca, in Russia. La vittoria fu appannaggio del russo Ivan Rovny, che terminò la gara in 3h07'30" alla media di 39,17 km/h, precedendo il connazionale Andrej Solomennikov e l'italiano Federico Masiero terzo.
Partenza con 112 ciclisti, dei quali 78 portarono a termine la competizione.

## Ordine d'arrivo (Top 10)
| Pos. | Corridore           | Squadra  | Tempo    |
| ---- | ------------------- | -------- | -------- |
| 1    | Ivan Rovny          | Russia   | 3h07'30" |
| 2    | Andrej Solomennikov | Russia   | a 1'08"  |
| 3    | Federico Masiero    | Italia   | a 1'14"  |
| 4    | Timofej Krickij     | Russia   | a 1'15"  |
| 5    | Gert Jõeäär         | Estonia  | s.t.     |
| 6    | Stefan Denifl       | Austria  | a 1'16"  |
| 7    | Gatis Smukulis      | Lettonia | s.t.     |
| 8    | Iacopo Guarnieri    | Italia   | a 1'37"  |
| 9    | Franz Grassmann     | Austria  | s.t.     |
| 10   | Jarosław Marycz     | Polonia  | s.t.     |